# Hodosfalva
Hodosfalva románul: Hodișu, falu Romániában, Erdélyben, Kolozs megyében.

## Fekvése
Bánffyhunyadtól északnyugatra, Kissebestől keletre, 617 méter tengerszint feletti magasságban fekvő település.

## Története
Hodosfalva, Hódos nevét 1496-ban említette először oklevél Hodos néven.
1519-ben p. Hodos. a Bánffyak birtoka volt. 1666-ban Hodos Falva néven említették az oklevelek, mint Gyalu tartozékát. 1670-ben Hodosfalua-n 9 jobbágyot említettek; közülük 1 vagus nevű volt.  1808-ban Hodosfalva, Hodiss, Hodisu, 1861-ben Hodosfalva, Hodisu, 1888-ban Hódosfalva, 1913-ban pedig Hodosfalva néven volt említve.
A trianoni békeszerződés előtt Kolozs vármegye Bánffyhunyadi járásához tartozott.
1910-ben 852 lakosából 19 magyar, 14 német, 819 román volt. Ebből 812 görögkatolikus, 12 református, 17 izraelita volt.

## Források

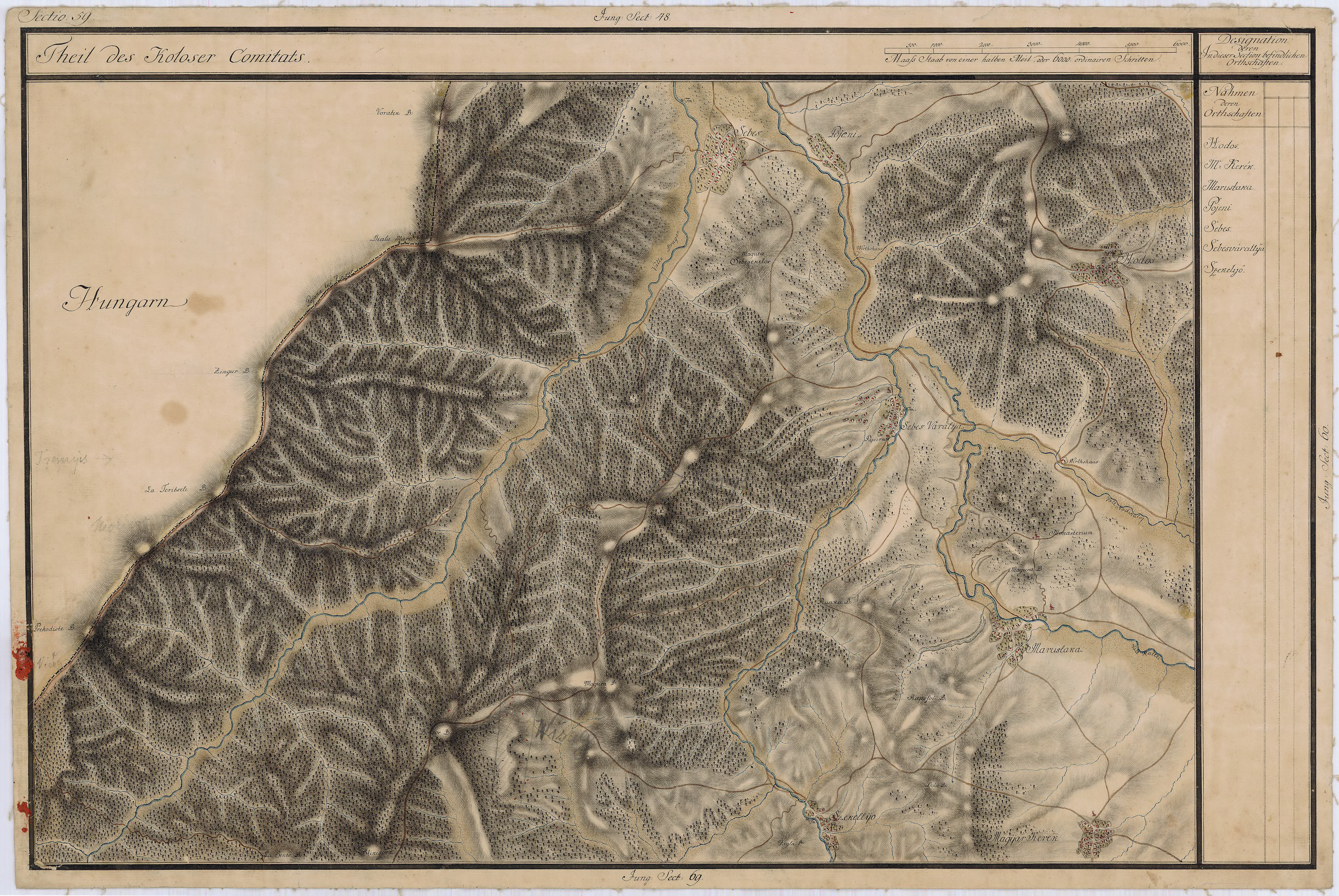
Hodosfalva egy régi térképen